# Basil Watson
Basil Watson es un escultor jamaiquino.

## Datos biográficos
Watson es el hermano del pintor Barrington Watson, y hermano del escultor Raymond Watson. Fue condecorado con la Orden de Jamaica en 2005, en reconocimiento de su labor artística.
Watson completó en noviembre de 2006 la escultura titulada "Balance", que fue instalada en el Doctor's Cave Bathing Club de Montego Bay, en honor del centenario del club. Con la intención de representar la armonía entre el hombre y la mujer, representó a un hombre desnudo de pie con un brazo extendido sobre su cabeza, y un desnudo invertido de una mujer equilibrio en una mano, con la mano apoyada por la mano alzada del hombre. Tiene 15 pies de altura.
En diciembre del mismo año, completó la estatua de la velocista Merlene Ottey, que fue instalada en el Estadio Nacional de Jamaica. La escultura de bronce, que tiene 8 pies de altura y pesa seiscientas libras, retrata a  Ottey alcanzando el cielo con su mano derecha. El primer ministro P.J. Patterson presidió la inauguración de la estatua.
Otro trabajo de Watson fue instalado en el Estadio Nacional en noviembre de 2009, cuando el primer ministro Bruce Golding inauguró la estatua del velocista Herb McKenley. Watson describió el evento como un "honor" y un "privilegio", citando la estima en que tenía a McKenley. Dijo que en el diseño de la obra, trabajó a partir de varias imágenes de McKenley creadas en diferentes momentos de su vida, con el fin de reducir la brecha entre los logros de juventud de McKenley y su fama y popularidad en la vejez.
Trabajos de Basil Watson y de su hermano el pintor Kai, fueron mostrados en Nueva York en la quinta exposición anual "Art Off the Main" en octubre de 2008, patrocinados por la Gallería Savacou.
En diciembre del mismo año, Watson fue incluido en la lista de artistas invitados a surtir de obras para la Exposición Bienal Nacional de la Galería Nacional de Jamaica.